# ХФК Риека
Хърватски футболен клуб Риека (на хърватски: Hrvatski nogometni klub Rijeka) е хърватски футболен клуб от град Риека.

## История
Футболният клуб е основан през 1904 г. под името "Club Sportivo Olimpia". Клубът е преименуван на Олимпия през януари 1918 г., през 1926 г. Фиумана под натиска на новия италиански фашистки режим, а през 1946 г. по време на югославската военна администрация на града отново в СД Кварнер. Когато градът официално става част от Югославия и двуезичието на града е премахнато, властите отново преименуват клуба, този път на окончателното име на NK Риека. Клубът участва в различни състезания в СФРЮ. Клубът проби в 1-ва югославска лига през сезон 1967/68. През сезон 1969/70 клубът отново попада в тогавашната втора лига. Въпреки успеха, завръщането обратно във висшата лига продължи до сезон 1973/74. Клубът остава в първа лига до разпадането на Югославия.
НК Риека спечели два пъти Купата на Югославия, през 1978 и 1979 г., беше победен на финала през 1987 г. и спечели Купата на Хърватия през 2005, 2006 и 2014 г., няколко пъти също участва в различни състезания на УЕФА, но доста неуспешно. През сезон 2013/14 те най-накрая успяха в подвиг, воден от Матяж Кек и пробив в груповата фаза на Лига Европа. Риека спечели първата си титла на Хърватия през сезон 2016/17.
НК Риека играе в 1-ва хърватска лига от независимостта на Хърватия.

## Успехи
Хърватия
- Първа хърватска футболна лига:
  -  Шампион (2): 2016/17, 2024/25
  -  Сребърен медал (7): 1998/99, 2005/06, 2013/14, 2014/15, 2015/16, 2017/18, 2023/24
    -  Бронзов медал (4): 2003 – 04 2008 – 09, 2012/13, 2020/21
- Купа на Хърватия:
  -  Носител (5): 2005, 2006, 2014, 2019/20, 2024/25
    -  Финалист (2): 1993 – 94, 2023 - 24
- Суперкупа на Хърватия:
  -  Носител (1): 2014
    -  Финалист (3): 2005, 2006, 2019
- Атлантическа купа:
  -  Носител (1): 2017

Югославия
- Втора лига на Югославия:
  -  Шампион (6): 1952, 1957/58, 1969/70, 1970/71, 1971/72, 1973/74
- Купа на Югославия:
  -  Носител (2): 1978, 1979
    -  Финалист (1): 1987

- Балканска клубна купа:
  -  Носител (1): 1978
    -  Финалист (1): 1980

## Стадион
ХФК „Риека“ играе своите мачове на стадион Кантрида, който е с капацитет 10 261 места.

## Известни футболисти
- Джовани Варлиен
- Йосип Скоблар
- Давор Вугринец
- Ненад Грачан
- Бошко Балабан
- Марио Токич
- Игор Будан
- Фреди Бобич
- Драган Жилич
- Елвир Болич

## Български футболисти
- Георги Иванов - Гонзо: 2007/08 - (34 мача - 6 гола)
- Венцислав Христов: 2015 - (6 мача - 2 гола)
- Валери Божинов: 2018 - (1 мача - 0 гола)

## Бивши треньори
- Мирослав Блажевич
- Златко Кранчар
- Елвис Скория
- Ненад Грачан
- Златко Далич

## Риека в Европа
| Сезон       | Турнир          | Държ. | Клуб                  | Резултат           |
| ----------- | --------------- | ----- | --------------------- | ------------------ |
| 1978 – 79   | КНК             |       | Рексъм                | 0 – 2, 3 – 2       |
| 1978 – 79   | КНК             |       | Беверен               | 0 – 0, 0 – 2       |
| 1979 – 80   | КНК             |       | Жерминал Берсхот      | 2 – 1, 0 – 0       |
| 1979 – 80   | КНК             |       | Локомотив Кошице      | 3 – 0, 0 – 2       |
| 1979 – 80   | КНК             |       | Ювентус               | 0 – 0, 0 – 2       |
| 1984 – 85   | Купа на УЕФА    |       | Валядолид             | 4 – 1, 0 – 1       |
| 1984 – 85   | Купа на УЕФА    |       | Реал Мадрид           | 3 – 1, 0 – 3       |
| 1986 – 87   | Купа на УЕФА    |       | Стандард Лиеж         | 0 – 1, 1 – 1       |
| 1999 – 2000 | Шампионска лига |       | Партизан Белград      | 0 – 3, 1 – 3       |
| 2000 – 01   | Купа на УЕФА    |       | Валета                | 3 – 2, 5 – 4 (пр.) |
| 2000 – 01   | Купа на УЕФА    |       | Селта Виго            | 0 – 0, 0 – 1 (пр.) |
| 2002        | Купа Интертото  |       | Сейнт Патрикс Атлетик | 3 – 2, 0 – 1       |
| 2004 – 05   | Купа на УЕФА    |       | Генчлербирлиги        | 2 – 1, 0 – 1       |
| 2005 – 06   | Купа на УЕФА    |       | Литекс (Ловеч)        | 2 – 1, 0 – 1       |
| 2006 – 07   | Купа на УЕФА    |       | Омония                | 2 – 2, 1 – 2       |
| 2008        | Купа Интертото  |       | Ренова                | 0 – 0, 0 – 2       |
| 2009 – 10   | Лига Европа     |       | Диферданж             | 3 – 0, 0 – 1       |
| 2009 – 10   | Лига Европа     |       | Металист Харков       | 1 – 2, 0 – 2       |

## Срещи с български отбори
„Риека“ се е срещал с български отбори в официални и приятелски срещи.

### „Лудогорец“
С „Лудогорец“ се е срещал два пъти в приятелски мачове. Първият се играе на 26 юни 2013 г. в Австрия и завършва 3 – 1 за „Риека“ . Вторият се играе на 28 януари 2015 г. в квартала Сан Педро де Алкантара на испанския град Марбеля и завършва 2 – 1 за „Лудогорец“ .